# Onward Brass Band
Die Onward Brass Band war eine Brass Band in New Orleans, die von etwa 1884 bis in die 1930er Jahre bestand (erste Nachrichten von ihr gibt es von 1887). Sie war in der Zeit bis zum Ersten Weltkrieg eine der bekanntesten Brass Bands und Marching Bands in New Orleans.

## Geschichte
Die Leitung hatte 1887 bis 1898 Professor J. O. Lainez, 1898/99  James MacNeil und danach Manuel Perez. Während Perez 1915/16 in Chicago war leiteten King Oliver und Maurice Durand die Band. 1917 löste Perez die Band bei seinem zweiten Aufenthalt in Chicago vorübergehend auf.
Möglicherweise war sie eine der Bands, die zur Unterhaltung schwarzer Truppen im Spanisch-Amerikanischen Krieg 1898 spielten, wobei die Onward Brass Band mit nach Kuba ging.
Zu ihr gehörten neben Perez (ab 1900) Jazzmusiker wie King Oliver, Peter Bocage, Lorenzo Tio, George Baquet und Isidore Barbarin. Bei einer Gelegenheit 1922 – dem Begräbnis des Vaters von Eddie Vinson in Algiers – spielte auch Louis Armstrong mit der Band (kurz bevor er nach Chicago ging). Im Sommer trugen die Bandmitglieder weiße Hosen und Mützen und blaue Jacken.

## Neugründung 1955
Die Onward Brass Band wurde 1955 durch Paul Barbarin neu gegründet. Er leitete die Band bis 1969, dann folgten ihm Louis Cottrell, ab 1978 Placide Adams und ab 2003 Kurt Robert Nicewander. In der Band spielten auch Louis Barbarin, Kid Howard, Jack Willis, die Trompeter Ernie Cagnolatti und Albert Walters und die Posaunisten Louis Nelson und Wendell Eugene.

## Diskographie
- Onward Brass Band, The Tradition Continues (2009).
- Paul Barbarin & the Onward Brass Band, Last Journey of a Jazzman: Funeral of Lester Santiago (Nobility, 1965).